# Винарска изба Стамболово
Регистрирана под юридическото наименование „Нова индустриална компания“ АД, Винарна Стамболово, заедно със своите лозя и прилежащи територии, е разположена в Южна България, област Хасково, община Стамболово, село Стамболово в близост до границите с Турция и Гърция.
Регионът има ключово географско положение. През тези земи минава най-бързият и пряк път, свързващ Европа с Азия и Близкия изток. По него вероятно са били пренесени и първите лози в територията на днешна България, което с голяма доза достоверност определя региона като едно от най-старите винопроизводителни средища в Европа.

## История
„Винарна Стамболово“, в обединение с бившия „Винзавод Хасково“, е наследник на създадената през 1932 г. винопроизводителна фирма „Паткови“. При национализацията от 1947 г. тя става част от създадения тогава Държавен спиртен монопол. През 1997 г. предприятието е приватизирано, като усилията на настоящото управление са насочени към запазване и обогатяване на традициите и репутацията на марката „Стамболово“, а така също и на нейния символ – висококачествените български червени вина, и особено на вината от сорта „Мерло“. Днес предприятието е сред водещите винопроизводители в България.